# Pintoresc

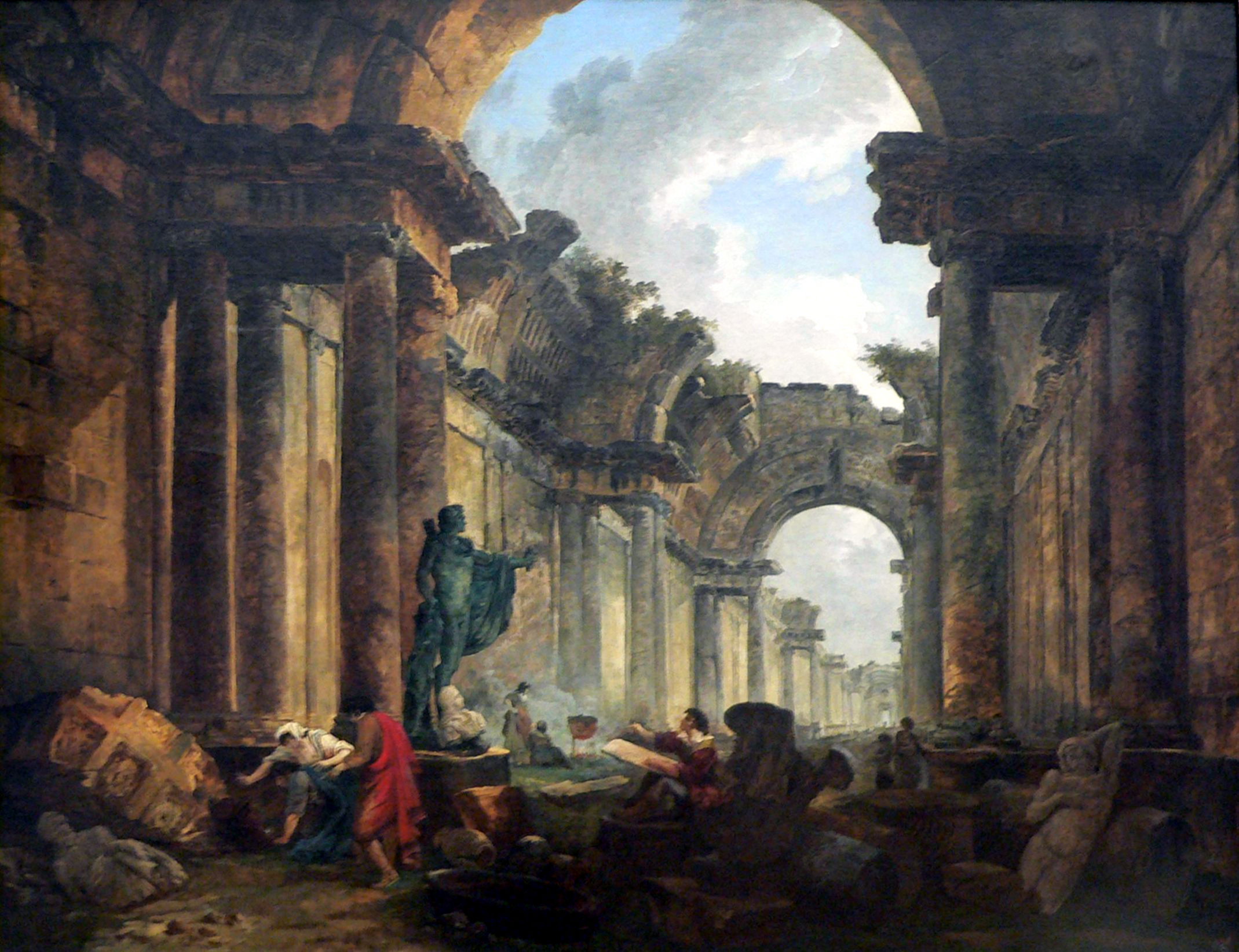
Vista imaginària de la Gran Galeria del Louvre en ruïnes (1796), d'Hubert Robert.

El pintoresc és una categoria estètica sorgida en el segle xviii al Regne Unit, íntimament relacionada amb el moviment romàntic. El terme prové del mot italià pittoresco, que significa ‘similar a la pintura’, ‘a la manera del pintor’, i vol expressar una propietat dels objectes, paisatges, o qualsevol altre element del món dels sentits, que per les seves característiques, qualitats, bellesa o singularitat és digne de ser pintat, de ser representat en una obra d'art. El pintoresc és aquell estímul visual que aporta una sensació tal de singularitat que pensem que hauria de ser immortalitzat en un quadre.

## Concepte
Com a paraula, ‘pintoresc’ fou emprat per primer cop per Giorgio Vasari a les seves Vite, on utilitza el terme “alla pittoresca” per a referir-se a un objecte que és capaç de produir nous efectes en el terreny pictòric. A França, s'emprà el terme “genre pittoresque” per a qualificar la decoració rococó. Malgrat això, la significació actual i de significat estètic del mot sorgí a Gran Bretanya en el segle xviii, en relació amb l'escola filosòfica empirista i l'incipient romanticisme, i en paral·lel a la formulació de noves categories estètiques com el sublim.
Joseph Addison, a Els plaers de la imaginació (Pleasures of the Imagination, 1712), distingí tres qualitats estètiques principals: bellesa, grandesa (sublimitat) i singularitat (pintoresc). A la seva obra, establia com a motor del sublim i el pintoresc la imaginació, que és la que condiciona la nostra interpretació del món circumdant basada en primer lloc en els sentits, però tamisada per la ment, pel nostre gust i els nostres records i educació. Per Addison, la imaginació és la font de l'impuls artístic creador, rebutjant el principi clàssic i acadèmic de l'art com imitació de la realitat, basat en regles. En la base del pintoresc es trobaria la novetat, la singularitat d'un objecte que ens produeix admiració, una sorpresa agradable, lo qual produeix curiositat, ganes d'aprehendre'l, de coneixe'l millor. La novetat comporta estranyesa, fet pel qual ens atrau tant un objecte bell com un de lleig o monstruós, ja que el seu caràcter singular desperta la nostra atracció per ell. Així, Addison feu una interpretació psicològica del pintoresc, perquè és una qualitat que agita la nostra ment, que ens provoca noves idees o sensacions. És un impuls que surt de la nostra percepció sensible per a provocar-nos emocions, sentiments.
L'estètica del pintoresc fou desenvolupada per autors com William Gilpin (The Essays on the Picturesque, 1792), Uvedale Price (An Essay on the Picturesque as Compared with the Sublime and the Beautiful, 1794) i Richard Payne Knight (An Analytical Enquiry into the Principles of Taste, 1805). Price descriví els plaers derivats del pintoresc, que són produïts per fenòmens com la irregularitat, la variació o la rudesa. Aplicat generalment a la natura, al paisatge, és qualsevol visió natural que sedueix als sentits per qualsevol de les qualitats descrites, per ser irregular, per la seva varietat o per ser d'una naturalesa agresta, salvatge. Aquests autors vincularen la percepció de la natura amb el sentiment admiratiu i quasi panteista que de la natura tenien els romàntics, per als quals era font d'evocació i estímul intel·lectual, elaborant una concepció idealitzada de la natura, que perceben de forma mística, plena de llegendes i records, com es percep en la seva predilecció per les ruïnes.
Així doncs, es pot definir el pintoresc com un tipus de representació artística basada en unes determinades qualitats com serien la singularitat, irregularitat, extravagància, originalitat o la forma graciosa o capriciosa de determinats objectes, paisatges o coses susceptibles de ser representades pictòricament. També es pot considerar pintoresca una escena que crida l'atenció per unes estranyes qualitats que fan que sigui vistent, bé perquè expressen temes de cort novel·lesc o perquè mostren escenes idíl·liques o emotives, generalment lligades a ambients exòtics o bucòlics (escenes amb pastors, pescadors, gitanos, etc.). El pintoresc provoca associacions d'idees d'índole capriciós i evocador, produint un sentiment estètic entre la relaxada i harmoniosa visió de la bellesa i la corprenedora grandesa del sublim. L'estètica del pintoresc influí la pintura paisatgística, que mostraria predilecció per la natura agrest, per les ruïnes, els ambients nocturns o tempestuosos, les cascades, els ponts sobre rius, cabanes en el bosc, etc. La composició pintoresca sol tenir un pla profund amb contrasts efectistes, mostrant paisatges o grups de persones revestides d'un notable interès plàstic.

## El pintoresc en l'art

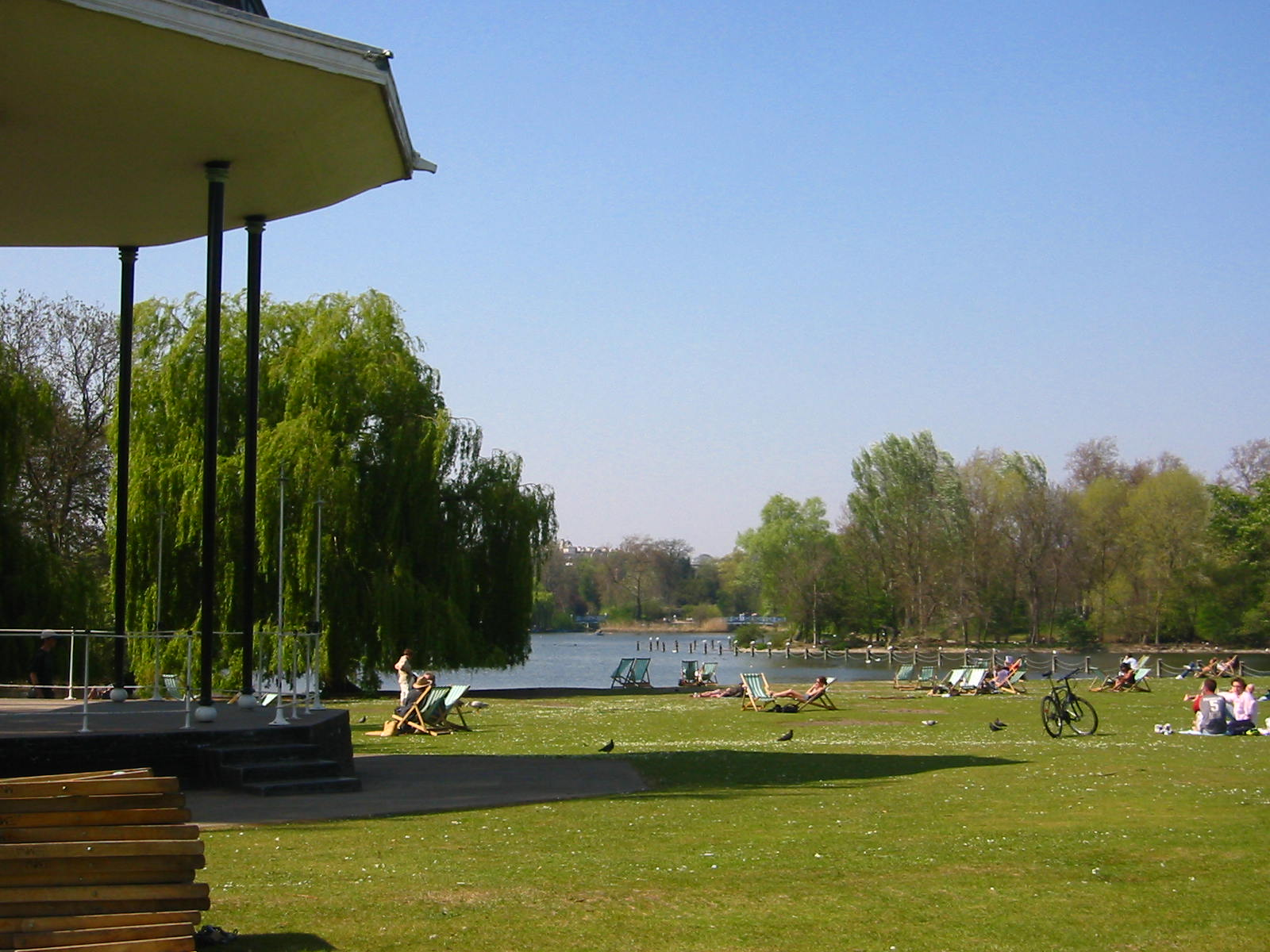
Regent's Park (Londres), de John Nash.

La influència del pintoresc tingué una gran rellevància en la jardineria i l'arquitectura paisatgista, propiciant la creació de complexes planimetries on, junt amb una natura exuberant, s'unia una singular disposició d'elements arquitectònics i ornamentals, amb un creixent gust per l'exòtic i pel disseny historicista: podem observar així la ubicació d'elements tan singulars com templets clàssics, pagodes xineses, mesquites àrabs, o una curosa recreació de ruïnes grecoromanes o medievals. Es va rebre igualment la influència de la jardineria oriental, com s'aprecia a l'obra A Dissertation on Oriental Gardening (1772), de Sir William Chambers, autor dels Kew Gardens a la vora del Tàmesi. El jardí pintoresc es veié reflectit en l'ampliació dels jardins de Versalles, a càrrec de Gabriel Thouin. A Anglaterra anà en paral·lel a l'arquitectura neopal·ladiana de moda en el moment, amb vil·les campestres com els jardins d'Alexander Pope a Twickenham, els del comte de Burlington a Chiswick, els d'influència loreniana de Stourhead House o el palau d'Horace Walpole a Strawberry Hill. La figura sobresortint d'aquesta corrent fou John Nash, autor de diverses construccions d'estil eclèctic, i que adaptà les noves troballes a l'urbanisme, com en la reurbanització del West End de Londres (1811-1826), on dissenyà un gran conjunt residencial entorn d'una gran zona verda, el Regent's Park. Altra important obra seva fou el Pavelló Reial de Brighton (1815-1823). Altres arquitectes pintoresquistes anglesos foren William Kent, Lancelot "Capability" Brown, Humphry Repton, etc. A Alemanya, destacà l'obra de Friedrich Ludwig Sckell, autor del Jardí Anglès de Múnic, així com Peter Joseph Lenné, que dissenyà el Parc de Potsdam. A Itàlia destacà Giuseppe Jappelli, autor del Caffè Pedrocchi a Pàdua i de la Vil·la Torlonia a Roma.

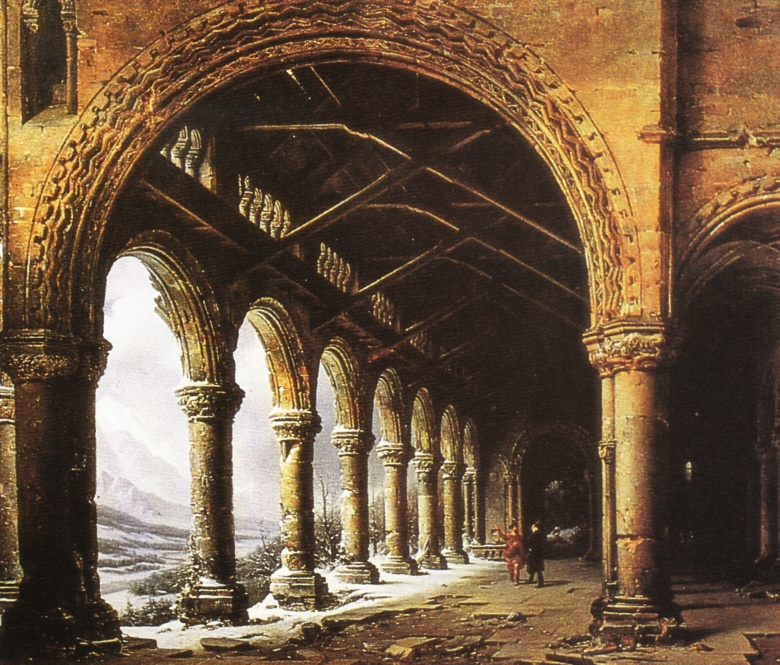
Boira i neu en les muntanyes, vistes a través d'una ruïna gòtica (1826), de Louis-Jacques-Mandé Daguerre.

En el camp de la pintura, la tendència pintoresquista tingué una gran repercussió en el paisatgisme. A la Gran Bretanya, la pintura de paisatge tingué un gran auge en el segle xviii, en paral·lel a l'arquitectura i la jardineria. El 1785, Alexander Cozens publicà un tractat sobre pintura de paisatge (Nou mètode per assessorar la inventiva en dibuixar composicions paisatgístiques originals) que recollia les noves aportacions realitzades en el terreny de l'estètica pels filòsofs empiristes. Cozens introduí la idea de la “invenció” de la natura: en lloc d'imitar-la, l'artista recrea una noció ideal de la natura, que és el mitjà expressiu de l'emotivitat de l'artista. Influït per la pintura xinesa, elaborà obres on, a partir d'unes taques de tinta sobre el llenç, creava un paisatge de naturalesa fantàstica. Els paisatgistes més importants del tardobarroc foren Joshua Reynolds i Thomas Gainsborough: Reynolds, artista i teòric de l'art, tenia una línia més clàssica, amb influència de Rafael i Van Dyck; Gainsborough emmarcava el paisatge en escenes de la vida social anglesa, de gran idealització i harmonia. Altres artistes destacats foren Richard Wilson i John Crome, així com François Boucher, Jean-Honoré Fragonard i Hubert Robert a França, i Giovanni Paolo Pannini, Giovanni Niccolò Servandoni i Bernardo Bellotto a Itàlia, adscrits al gènere del “capriccio”, paisatges fantàstics amb ruïnes, d'influència piranesiana i vedutista. També es pot albirar un cert aire pintoresc en les escenes costumistes dels cartrons per tapissos de Francisco de Goya, així com en les vistes de Luis Paret y Alcázar.
Però l'estètica del pintoresc tingué la seva màxima representació en el romanticisme: el paisatge romàntic sintetitzà les principals característiques del gènere pintoresc, reflectint una natura idealitzada, de tipus sentimental i composició escenogràfica, que recollirà la moda per l'historicisme i l'eclecticisme, així com per l'estètica de la ruïna. Són paisatges d'elaboració intel·lectual, no d'imitació de la realitat, on la natura és el marc d'una cosmovisió en què l'autor reflecteix la seva concepció ideal del món. Els paisatges romàntics són elaborades escenografies on la natura és part d'un complex disseny en què també hi figuren construccions i elements anecdòtics, o la presència de petites figures humanes que es veuen immerses en la immensitat del marc natural. Destacà l'obra de Joseph Mallord William Turner i John Constable, així com Caspar David Friedrich, Ernst Ferdinand Oehme i Carl Blechen a Alemanya, Caspar Wolf a Suïssa, Claude-Joseph Vernet a França i Jenaro Pérez Villaamil a Espanya.